# Могендорф
Могендорф (нім. Mogendorf) — громада в Німеччині, розташована в землі Рейнланд-Пфальц. Входить до складу району Вестервальд. Складова частина об'єднання громад Віргес.
Площа — 4,24 км2. Населення становить 1344 ос. (станом на 31 грудня 2020).